# Finale Svjetskog prvenstva u nogometu 2018.
Finale Svjetskog prvenstva u nogometu 2018. godine bila je nogometna utakmica kojom je odlučen prvak Svjetskoga nogometnog prvenstva 2018. Bilo je to 21. finale Svjetskoga nogometnog prvenstva, turnira u kojem su sudjelovale muške nogometne reprezentacije FIFA-e. Utakmica se održala na stadionu Lužnjikima u Moskvi, 15. srpnja 2018. godine, a natjecali su se Francuska i Hrvatska.
Prije 2018. godine, Francuska je bila svjetski prvak 1998. godine kao domaćin –  iako su se kvalificirali za finale 2006. godine – dok je Hrvatska igrala prvi put u finalu svjetskog prvenstva. Obje reprezentacije pobijedile su bivše prvake na putu do finala: Francuska je pobijedila prvake iz 1930. i 1950. godine – Urugvaj, Hrvatska je pobijedila prvake 1966. godine – Englesku te su obje reprezentacije pobijedila prvake 1978. i 1986. – Argentinu. Hrvatska je postala treća srednjoeuropska zemlja koja se natjecala u finalu svjetskog prvenstva, prva nakon što je Čehoslovačka 1962. godine izgubila u finalu protiv Brazila.
Francuska je pobijedila Hrvatsku 4:2, s vodstvom 2:1 na poluvremenu, s autogolom i jedanaestercom nagrađenim pomoću videotehnologije VAR kojom se prvi put koristilo u finalu svjetskog prvenstva, i na svjetskome prvenstvu općenito. Također, ovo je prvi put da je postignut autogol u finalu svjetskog prvenstva. Francuska je također postala druga reprezentacija koja je pobijedila sve utakmice drugoga dijela prvenstva bez produžetaka, nakon Brazila 2002. godine. Francuska se pobjedom automatski kvalificirala za FIFA-in Konfederacijski kup 2021. godine.

## Stadion
Finalna utakmica Svjetskog prvenstva u nogometu 2018. godine, održana je na Lužnjiki stadionu u Moskvi. Stadion Lužnjiki izabran je 14. prosinca 2012. godine za stadion na kojem će se odvijati finalna utakmica. Stadion je bio domaćin još četiri druge utakmice, uključujući i prvu utakmicu na prvenstvu 14. lipnja, kao i drugu polufinalnu utakmicu 11. srpnja.
Stadion se najviše koristi za nogometne utakmice FK Torpeda iz Moskve, koji je i vlasnik cijelog sportskog kompleksa te za utakmice FK Spartaka iz Moskve. Jedan je od rijetkih europskih stadiona koji imaju umjetnu travu, točnije FieldTurf vrstu koju je FIFA odobrila 2002. godine. Umjetna trava je potrebna zbog hladne ruske klime, obična trava se uništi zimi, a zamjena donese velik trošak. Iznimka je bilo Finale UEFA Lige prvaka 2008., kada su stavili prirodnu travu.
Velika sportska arena Olimpijskog kompleksa Lužnjiki je bila glavni stadion Olimpijskih igara 1980., tadašnji kapacitet je bio 103.000 sjedala. Događaji na stadionu Lužnjiki bili su otvaranje i zatvaranje Olimpijskih igrara, atletika, nogomet i jahanje.
Stadion Lužnjiki je ugostio finale Svjetskog prvenstva u hokeju na ledu 1957. između Švedske i SSSR-a, gdje je bilo 55.000 gledatelja, što je bio svjetski rekord u to vrijeme.
UEFA je stadion Lužnjiki odabrala za domaćina Finala UEFA Lige prvaka 2008. između Manchester Uniteda, koji je pobijedio Chelsea u prvom engleskom finalu Lige prvaka u povijesti, a igralo se u svibnju 2008. Neki skeptici su smatrali da teren neće biti valjan i da ruske vlasti neće moći obuzdati engleske navijače. Naposljetku, nije bilo nikakvih incidenata, pa je glasnogovornik britanskog veleposlanstva rekao: "Sigurnost i logistika ruskih vlasti je bila prvorazredna, kao i njihova suradnja sa britanskim vlastima."
Na ovom stadionu se održalo Svjetsko prvenstvo u atletici 2013. godine.

## Put do finala
| Momčad     | Uta. | Pob. | Izj. | Por. | Po. | Pr. | Gr. | Bod. |
| ---------- | ---- | ---- | ---- | ---- | --- | --- | --- | ---- |
| Francuska  | 3    | 2    | 1    | 0    | 3   | 1   | +2  | 7    |
| Danska     | 3    | 1    | 2    | 0    | 2   | 1   | +1  | 5    |
| Peru       | 3    | 1    | 0    | 2    | 2   | 2   | 0   | 3    |
| Australija | 3    | 0    | 1    | 2    | 2   | 5   | -3  | 1    |

| Momčad    | Uta. | Pob. | Izj. | Por. | Po. | Pr. | Gr. | Bod. |
| --------- | ---- | ---- | ---- | ---- | --- | --- | --- | ---- |
| Hrvatska  | 3    | 3    | 0    | 0    | 7   | 1   | +6  | 9    |
| Argentina | 3    | 1    | 1    | 1    | 3   | 5   | -2  | 4    |
| Nigerija  | 3    | 1    | 0    | 2    | 3   | 4   | -1  | 3    |
| Island    | 3    | 0    | 1    | 2    | 2   | 5   | -3  | 1    |

## Utakmica
Utakmica je počela po poluoblačnom vremenu, koje je kasnije postalo nevrijeme. Ukupno je 78.011 gledatelja gledao utakmicu na Lužnjiki stadionu, uključujući ruskog predsjednika Vladimira Putina, francuskog predsjednika Emmanuela Macrona, i hrvatsku predsjednicu Kolindu Grabar-Kitarović. Početne momčadi identične su bile kao onima u polufinalu.
Hrvatska je imala veći posjed lopte kroz prvo poluvrijeme, uglavnom u polju Francuske. Napad francuskog napadača Antoine Griezmanna zaustavljen je navodnim prekršajem Marcela Brozovića, kojeg je sudac sudio, unatoč tome što je Griezmann glumio. U incidentu, Griezmann je počeo padati prije no što ga je Brozović taknuo. Griezmann je izveo slobodni udarac s 27 metara, koji je završio autogolom Marija Mandžukića u gornji lijevi kut gola, davajući Francuskoj prednost u 18. minuti. Bio je to prvi autogol postignut u finalu svjetskog prvenstva i 12. autogol na svjetskom prvenstvu općenito.
Deset minuta kasnije, Hrvatska je izjednačila pogotkom Ivana Perišića u desni kut gola. Perišiću je asistirao Domagoj Vida nakon slobodnog udarca Luke Modrića. U 34. minuti, Francuska je nagrađena jedanaestercom nakon navodnog igranja rukom Ivana Perišića dok je lopta letjela iz kornera. U početku, sudac je prosudio kako nije bilo namjernog igranja rukom, ali nakon pregledavanja VAR video tehnologije, dosudio je jedanaesterac za Francusku. Griezmann je zabio u lijevi kut gola te dao Francuskoj prednost od 2:1 u prvom poluvremenu; ovo je drugi slučaj da je postignuto 3 gola u prvom poluvremenu utakmice nakon 1974. godine. Francuska vodila je protiv Hrvatske sa samo jednim udarcem na gol i samo 34 posto posjeda lopte.
Hrvatska kontra zaustavljena je ubrzo nakon početka drugog poluvremena, upadom nekoliko ljudi u teren. Odgovornost za incident preuzela je ruska feministička rock grupa Pussy Riot. U 59. minuti utakmice, Francuska je povela s 3:1 udarcem Paula Pogbe u lijevi kut gola, nakon što mu je prijašnji udarac blokiran. Šest minuta kasnije, Kylian Mbappé postigao je četvrti gol Francuske, u donji lijevi kut gola; Mbappé postao je prvi adolescent koji je zabio u finalu svjetskog prvenstva nakon Peléa 1958. godine. Hrvatska je zabila konačan pogodak u 69. minuti utakmice, nakon što Francuski vratar Hugo Lloris nije uspio dodati svom igraču te je Mandžukić desnom nogom zaustavio loptu i usmjerio ju u gol Francuske. Utakmica je završila 4:2 pobjedom Francuske te je finale s najviše golova nakon 1966. godine.

## Detalji utakmice
| 15. srpnja 2018. 17.00 sati                                  |           |                           |                                                                       |
| Francuska                                                    | 4:2       | Hrvatska                  | Stadion Lužnjiki, Moskva Broj gledatelja: 78.011 Sudac: Néstor Pitana |
| Mandžukić 19' (ag) Griezmann 38' (11 m) Pogba 59' Mbappé 65' | Izvještaj | Perišić 29' Mandžukić 69' | Stadion Lužnjiki, Moskva Broj gledatelja: 78.011 Sudac: Néstor Pitana |

| Francuska | Hrvatska |

| G                | 1  | Hugo Lloris       |     |     |
| DB               | 2  | Benjamin Pavard   |     |     |
| CB               | 4  | Raphaël Varane    |     |     |
| CB               | 5  | Samuel Umtiti     |     |     |
| LB               | 21 | Lucas Hernandez   | 41' |     |
| SV               | 6  | Paul Pogba        |     |     |
| SV               | 13 | N'Golo Kanté      | 27' | 55' |
| DK               | 10 | Kylian Mbappé     |     |     |
| NV               | 7  | Antoine Griezmann |     |     |
| LK               | 14 | Blaise Matuidi    |     | 73' |
| N                | 9  | Olivier Giroud    |     | 81' |
| Zamjene:         |    |                   |     |     |
| V                | 15 | Steven Nzonzi     |     | 55' |
| V                | 12 | Corentin Tolisso  |     | 73' |
| N                | 18 | Nabil Fekir       |     | 81' |
| Izbornik:        |    |                   |     |     |
| Didier Deschamps |    |                   |     |     |

| G            | 23 | Danijel Subašić  |       |     |
| DB           | 2  | Šime Vrsaljko    | 90+2' |     |
| CB           | 6  | Dejan Lovren     |       |     |
| CB           | 21 | Domagoj Vida     |       |     |
| LB           | 3  | Ivan Strinić     |       | 81' |
| SV           | 7  | Ivan Rakitić     |       |     |
| SV           | 11 | Marcelo Brozović |       |     |
| DK           | 18 | Ante Rebić       |       | 71' |
| NV           | 10 | Luka Modrić      |       |     |
| LK           | 4  | Ivan Perišić     |       |     |
| N            | 17 | Mario Mandžukić  |       |     |
| Zamjene:     |    |                  |       |     |
| N            | 9  | Andrej Kramarić  |       | 71' |
| N            | 20 | Marko Pjaca      |       | 81' |
| Izbornik:    |    |                  |       |     |
| Zlatko Dalić |    |                  |       |     |

| Igrač utakmice: Antoine Griezmann (Francuska) Pomoćni suci: Hernán Maidana (Argentina) Juan Pablo Belatti (Argentina) Četvrti službenik: Björn Kuipers (Nizozemska) Zamjenski pomoćni sudac: Erwin Zeinstra (Nizozemska) VAR suci: Massimiliano Irrati (Italija) Mauro Vigliano (Argentina) Carlos Astroza (Čile) Danny Makkelie (Nizozemska) | Pravila utakmice - 90 minuta - 30 minuta produžetaka (ako je potrebno) - jedanaesterci ako je nakon produžetaka rezultat jednak - Maksimalno dvanaest zamjenskih igrača - Maksimalno tri izmjene, s dodatnom četvrtom u produžetcima |

### Statistike
| Statistike        | Francuska | Hrvatska |
| ----------------- | --------- | -------- |
| Postignuti golovi | 2         | 1        |
| Ukupno udaraca    | 1         | 7        |
| Udarci na gol     | 1         | 1        |
| Obrane            | 0         | 0        |
| Posjed lopte      | 39%       | 61%      |
| Korneri           | 1         | 4        |
| Prekršaji         | 8         | 7        |
| Zaleđa            | 1         | 0        |
| Žuti kartoni      | 2         | 0        |
| Crveni kartoni    | 0         | 0        |

| Statistike        | Francuska | Hrvatska |
| ----------------- | --------- | -------- |
| Postignuti golovi | 2         | 1        |
| Ukupno udaraca    | 7         | 8        |
| Udarci na gol     | 5         | 2        |
| Obrane            | 1         | 3        |
| Posjed lopte      | 39%       | 61%      |
| Korneri           | 1         | 2        |
| Prekršaji         | 6         | 6        |
| Zaleđa            | 0         | 1        |
| Žuti kartoni      | 0         | 1        |
| Crveni kartoni    | 0         | 0        |

| Statistike        | Francuska | Hrvatska |
| ----------------- | --------- | -------- |
| Postignuti golovi | 4         | 2        |
| Ukupno udaraca    | 8         | 15       |
| Udarci na gol     | 6         | 3        |
| Obrane            | 1         | 3        |
| Posjed lopte      | 39%       | 61%      |
| Korneri           | 2         | 6        |
| Prekršaji         | 14        | 13       |
| Zaleđa            | 1         | 1        |
| Žuti kartoni      | 2         | 1        |
| Crveni kartoni    | 0         | 0        |

## Nakon utakmice
Francuska je postala šesta zemlja koja je postala svjetski prvak više od jednog puta te su se pobjedom automatski kvalificirali za FIFA Konfederacijski kup 2021. godine. Didier Deschamps postao je treći nogometaš koji je osvojio svjetsko prvenstvo kao nogometaš i kao izbornik, nakon Franza Beckenbauera i Márija Zagalloa. U finalu je postignuto najviše golova od 1966. godine. Trofeji i medalje igračima su uručili predsjednici Vladimir Putin, Emmanuel Macron i Kolinda Grabar-Kitarović, usred velike kiše.
Hrvatski kapetan Luka Modrić dobio je zlatnu loptu za najboljeg igrača svjetskog prvenstva. Francuski Antoine Griezmann, igrač utakmice finala, također je osvojio brončanu loptu i srebrnu kopačku s četiri gola i dvije asistencije. Kylian Mbappé osvojio je nagradu za najboljeg mladog igrača na svjetskom prvenstvu.
Objavljeno je kako je finale svjetskog prvenstva, iza malih ekrana u Hrvatskoj pratilo 1.844.348 ljudi.

## Doček u Hrvatskoj
Dana 16. srpnja, hrvatske nogometaše je u Zagrebu dočekalo više od pola milijuna ljudi, što je samo procjena zagrebačke policije. Vatreni su oko 15:30 sati sletjeli u Zagreb, gdje su ih već tamo dočekali mnogobrojni navijači. Vatreni su ubrzo krenuli prema Trgu bana Josipa Jelačića, a trebalo im je čak 6 sati da stignu do tamo. Gužva je bila toliko velika, da se u trenutku činilo kako će policija izgubiti kontrolu nad dočekom, no sve je završilo bez većih problema. Vatreni su oko 21 sat napokon stigli na Trg bana Jelačića te su se popeli na pozornicu kako bi pozdravili oko 120 tisuća gledatelja na trgu.
Neki nogometaši su također posjetili i svoje rodne gradove, dok su zajedno posjetili najveće gradove županija svojih rodnih gradova. Primjerice, Split je dočekao vatrene iz svoje županije Lovru Kalinića, Ivana Strinića, Filipa Bradarića, Ivana Perišića i Antu Rebića, koji su oko 18 sati stigli na prepunu splitsku Rivu. Veliki sporedni doček također je bio u Zadru, koji je dočekao vatrene Luku Modrića, Danijela Subašića, Šimu Vrsaljka i Dominika Livakovića.
Neki manji gradovi ili gradovi iz kojih je manji broj igrača također su dočekali pojedinog igrača ili igrače. Primjerice, Šibenik je dočekao Duju Ćaleta-Cara u velikom broju, dok su Donji Miholjac i Metković dočekali Domagoja Vidu, a Varaždin izbornika reprezentacije Zlatka Dalića.

### Odlikovanja Predsjednice Republike Hrvatske
U studenom iste godine Predsjednica Republike Hrvatske Kolinda Grabar-Kitarović primila je i odlikovala reprezentativce i članove stožera i logistike reprezentacije: "za izniman, povijesni uspjeh hrvatske nogometne reprezentacije, osvjedočenu srčanost i požrtvovnost kojima je vratio vjeru u uspjeh, optimizam i pobjednički duh i ispunio ponosom sve hrvatske navijače diljem svijeta, za isticanje najvrednijih profesionalnih i humanih kvaliteta, iskazano zajedništvo i domoljubni ponos u promociji sporta i međunarodnog ugleda Republike Hrvatske, te osvajanju srebrne medalje na 21. Svjetskom nogometnom prvenstvu u Ruskoj Federaciji".
- Povelja Republike Hrvatske: Hrvatski nogometni savez[42]
- Red kneza Trpimira s ogrlicom i Danicom: Davor Šuker i Zlatko Dalić[43][44]
- Red kneza Branimira s ogrlicom: Luka Modrić, Milan Badelj, Filip Bradarić, Marcelo Brozović, Duje Ćaleta-Car, Vedran Ćorluka, Tin Jedvaj, Lovre Kalinić, Mateo Kovačić, Andrej Kramarić, Dominik Livaković, Dejan Lovren, Mario Mandžukić, Ivan Perišić, Josip Pivarić, Marko Pjaca, Ivan Rakitić, Ante Rebić, Danijel Subašić, Domagoj Vida i Šime Vrsaljko.[45]
- Red Danice hrvatske s likom Franje Bučara: Marijan Kustić, Ivica Olić, Dražen Ladić, Marjan Mrmić i Zoran Cvrk.[46][47]
- Red hrvatskog trolista: Marc Rochon, Luka Milanović, Ognjen Vukojević, Nikola Jerkan, Zoran Bahtijarević, Boris Nemec, Saša Janković, Nenad Krošnjar, Nderim Redžaj, Mario Petrović, Bojan Radanović, Mladen Pilčić, Goran Vincek, Dennis Luka Lukančić, Iva Olivari-Uliša, Tomislav Pacak i Ivančica Sudac.[48][49]
- Red hrvatskog pletera: Zorislav Srebrić, Miroslav Marković, Nikša Martinac, Koraljka Petrinović, Helena Puškar, Nika Bahtijarević, Drago Sopta, Tomica Đukić, Tihomir Maloča i Mislav Krznarić.[50]